# Hannah Blilie
Hannah Blilie est la batteuse du groupe de rock américain Gossip. Elle a aussi joué avec Sarah Dougher. Elle intègre le groupe Gossip en 2003 en remplacement de Kathy Mendonca. Elle a réalisé la tournée standing in the way of control, ainsi que celles faites par le groupe jusqu'à sa fin.
Tout comme Beth Ditto, son amie chanteuse de Gossip, Hannah Blilie est ouvertement lesbienne.